# Tom Hanks
Thomas „Tom” Jeffrey Hanks (n. 9 iulie 1956, Concord, California, SUA) este un actor, regizor și producător de film american, câștigător a două premii Oscar pentru cel mai bun actor. El și-a început cariera în comedii înainte de a obține succese notabile ca actor dramatic.
La ora actuală, Hanks este listat ca fiind nr. 2 în topul actorilor cu cele mai mari încasări atât în SUA - 3,3 miliarde dolari - cât și în lume - aproape 6 miliarde $.
Totodată, acesta se remarcă prin rolul principal avut în filmul Forrest Gump.

## Biografie
S-a născut în provincia californiană Concord și este fiul unui ajutor de scenarist de piese teatrale, Mefford Hanks și a unei asistente pe nume Janet Marylyn; are doi frați mai mari pe nume Sandra și Lawrence Hanks. Bunicii lui au fost catolici, mormoni și protestanți. El însuși a fost în adolescență un cititor al Bibliei, în spirit evanghelic.
Frecventa liceul Skyline din Oakland și în fiecare după-amiază mergea cu cel mai bun prieten al său la cursuri de teatru. La terminarea studiilor liceale, Hanks a câștigat premiul pentru cel mai bun actor din școală. După aceea s-a înscris la Universitatea de Arte Frumoase din California.

## Carieră
În 1979 s-a mutat cu familia lui în New York unde a debutat ca actor în filmul „Știi că ești singură”. Doi ani mai târziu a primit rolul principal într-un nou film. S-a mutat la Los Angeles unde a interpretat un rol în filmul Petrecerea burlacilor (1984), un film care nu a avut succes. 
A jucat în numeroase comedii, precum Prieteni de suflet (1980), Un sac de bani (1986), Mare (1988), Nu omorî vecinul (1989), Parteneri și Copoi (1989) și Joe împotriva vulcanului (1990).

## Filmografie

### Film

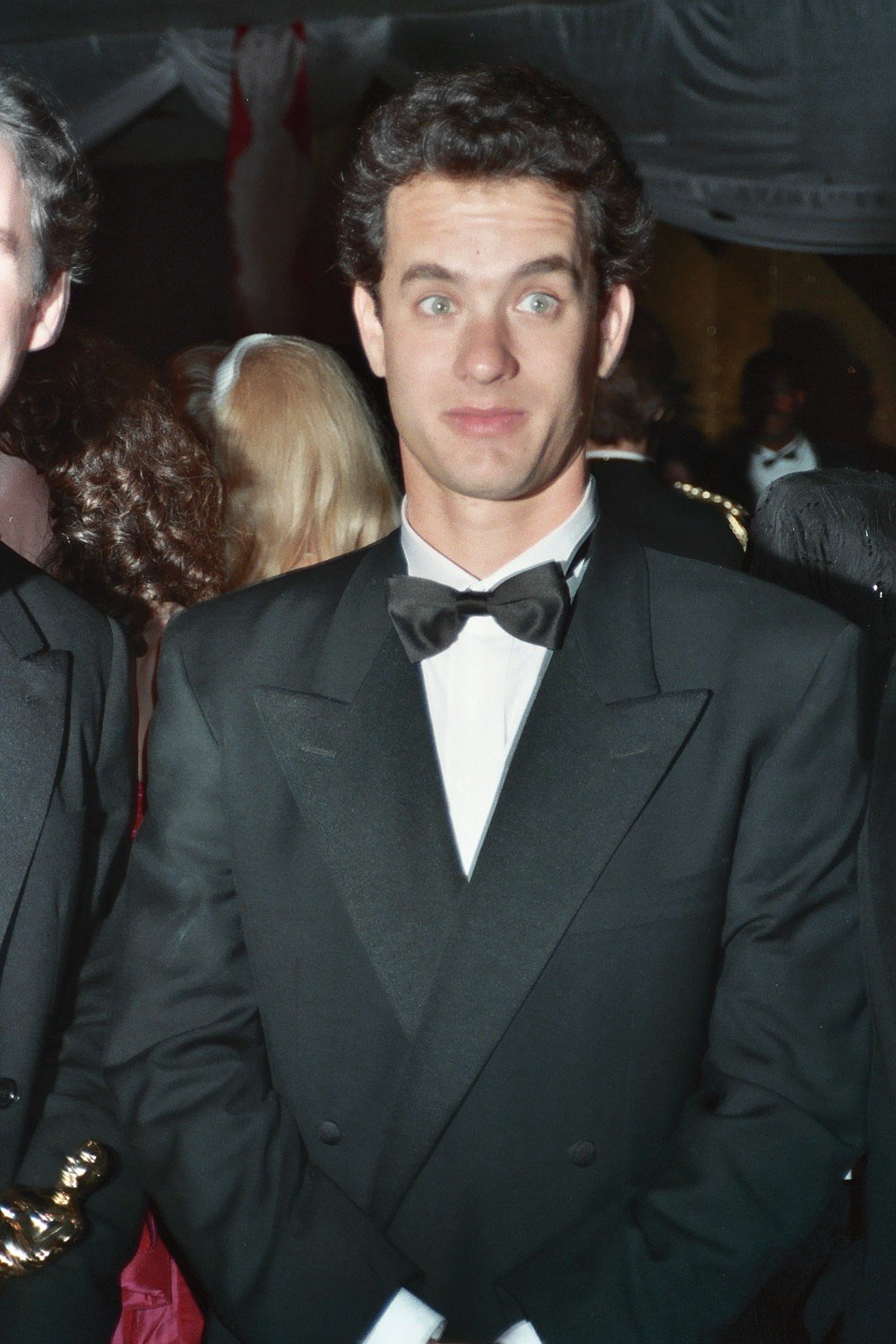
Hanks la Premiile Oscar, 1989

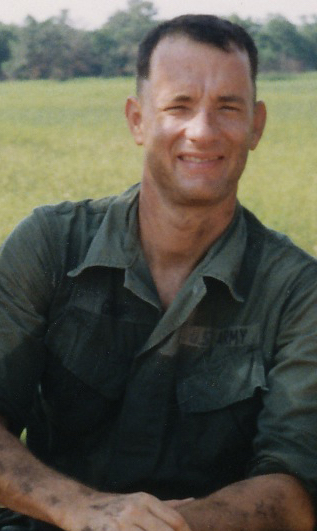
Hanks, personajul principal în Forrest Gump (1994)

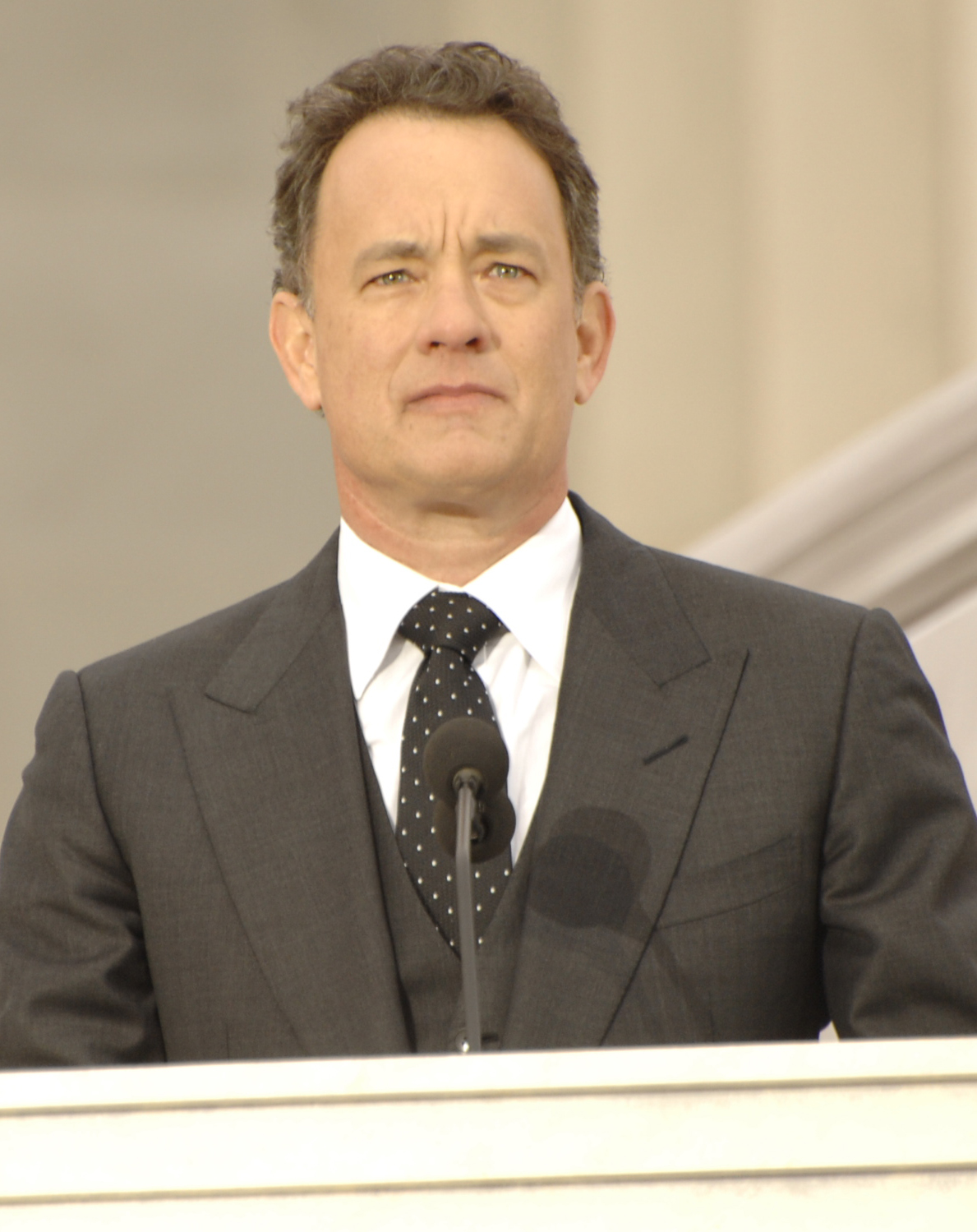
Hanks la We Are One: The Obama Inaugural Celebration at the Lincoln Memorial, 2009

| Titlu                                          | An   | Menționat ca | Menționat ca | Menționat ca         | Menționat ca                                                                                 | Note                      | Ref           |
| Titlu                                          | An   | Actor        | Producător   | Altele               | Rol                                                                                          | Note                      | Ref           |
| ---------------------------------------------- | ---- | ------------ | ------------ | -------------------- | -------------------------------------------------------------------------------------------- | ------------------------- | ------------- |
| He Knows You're Alone                          | 1980 | Da           |              |                      | Elliot                                                                                       |                           | [ 10 ]        |
| Splash                                         | 1984 | Da           |              |                      | Allen Bauer                                                                                  |                           |               |
| Bachelor Party                                 | 1984 | Da           |              |                      | Rick Gassko                                                                                  |                           | [ 11 ]        |
| The Man with One Red Shoe                      | 1985 | Da           |              |                      | Richard Harlan Drew                                                                          |                           | [ 12 ]        |
| Volunteers                                     | 1985 | Da           |              |                      | Lawrence Whatley Bourne III                                                                  |                           | [ 13 ]        |
| The Money Pit                                  | 1986 | Da           |              |                      | Walter Fielding, Jr.                                                                         |                           | [ 14 ]        |
| Nothing in Common                              | 1986 | Da           |              |                      | David Basner                                                                                 |                           | [ 15 ]        |
| Every Time We Say Goodbye                      | 1986 | Da           |              |                      | David Bradley                                                                                | ediție limitată           | [ 16 ]        |
| Dragnet                                        | 1987 | Da           |              |                      | Det. Pep Streebek                                                                            |                           | [ 17 ]        |
| Big                                            | 1988 | Da           |              |                      | Josh Baskin                                                                                  |                           | [ 18 ]        |
| Punchline                                      | 1988 | Da           |              |                      | Steven Gold                                                                                  |                           | [ 19 ]        |
| The 'Burbs                                     | 1989 | Da           |              |                      | Ray Peterson                                                                                 |                           | [ 20 ]        |
| Turner & Hooch                                 | 1989 | Da           |              |                      | Det. Scott Turner                                                                            |                           | [ 21 ]        |
| Joe Versus the Volcano                         | 1990 | Da           |              |                      | Joe Banks                                                                                    |                           | [ 22 ]        |
| The Bonfire of the Vanities                    | 1990 | Da           |              |                      | Sherman McCoy                                                                                |                           | [ 23 ]        |
| Radio Flyer                                    | 1992 | Da           |              |                      | Older Mike/Narrator                                                                          | scurtă apariție           | [ 24 ]        |
| A League of Their Own                          | 1992 | Da           |              |                      | Jimmy Dugan                                                                                  |                           | [ 25 ]        |
| Sleepless in Seattle                           | 1993 | Da           |              |                      | Sam Baldwin                                                                                  |                           | [ 26 ]        |
| Philadelphia                                   | 1993 | Da           |              |                      | Andrew Beckett                                                                               |                           | [ 27 ]        |
| Forrest Gump                                   | 1994 | Da           |              |                      | Forrest Gump                                                                                 |                           | [ 28 ]        |
| Apollo 13                                      | 1995 | Da           |              |                      | Jim Lovell                                                                                   |                           | [ 29 ]        |
| Toy Story                                      | 1995 | Da           |              |                      | Sheriff Woody                                                                                | doar voce                 | [ 30 ]        |
| That Thing You Do!                             | 1996 | Da           |              | regizor și scenarist | Mr. White                                                                                    |                           |               |
| Saving Private Ryan                            | 1998 | Da           |              |                      | Captain John H. Miller                                                                       |                           | [ 31 ]        |
| You've Got Mail                                | 1998 | Da           |              |                      | Joe Fox                                                                                      |                           | [ 32 ]        |
| Toy Story 2                                    | 1999 | Da           |              |                      | Sheriff Woody                                                                                | doar voce                 | [ 33 ]        |
| The Green Mile                                 | 1999 | Da           |              |                      | Paul Edgecomb                                                                                |                           | [ 34 ]        |
| Cast Away                                      | 2000 | Da           | Da           |                      | Chuck Noland                                                                                 |                           | [ 35 ]        |
| My Big Fat Greek Wedding                       | 2002 |              | Da           |                      | —                                                                                            |                           | [ 36 ]        |
| Road to Perdition                              | 2002 | Da           |              |                      | Michael Sullivan, Sr.                                                                        |                           | [ 37 ]        |
| Catch Me If You Can                            | 2002 | Da           |              |                      | FBI Agent Carl Hanratty                                                                      |                           | [ 38 ]        |
| The Ladykillers                                | 2004 | Da           |              |                      | Professor G.H. Dorr                                                                          |                           | [ 39 ]        |
| Connie and Carla                               | 2004 |              | Da           |                      | —                                                                                            |                           | [ 40 ]        |
| The Terminal                                   | 2004 | Da           |              |                      | Viktor Navorski                                                                              |                           | [ 41 ]        |
| Elvis Has Left the Building                    | 2004 | Da           |              |                      | Mailbox Elvis                                                                                | scurtă apariție           | [ 42 ] [ 43 ] |
| The Polar Express                              | 2004 | Da           | Da           |                      | The Conductor/Hero Boy/Father/Scrooge/Santa Claus/Hobo                                       | voce și mișcarea captată  | [ 44 ]        |
| Magnificent Desolation: Walking on the Moon 3D | 2005 |              | Da           | narator și scenarist | —                                                                                            | doar IMAX                 | [ 45 ]        |
| The Da Vinci Code                              | 2006 | Da           |              |                      | Professor Robert Langdon                                                                     |                           | [ 46 ]        |
| Cars                                           | 2006 | Da           |              |                      | Woody Car                                                                                    | doar voce scurtă apariție | [ 47 ]        |
| The Ant Bully                                  | 2006 |              | Da           |                      | —                                                                                            |                           | [ 48 ]        |
| Starter for 10                                 | 2006 |              | Da           |                      | —                                                                                            |                           | [ 49 ]        |
| Evan Almighty                                  | 2007 |              | Da           |                      | —                                                                                            |                           | [ 50 ]        |
| Charlie Wilson's War                           | 2007 | Da           | Da           |                      | Charlie Wilson                                                                               |                           | [ 51 ]        |
| The Simpsons Movie                             | 2007 | Da           |              |                      | Himself                                                                                      | doar voce scurtă apariție | [ 52 ]        |
| Mamma Mia!                                     | 2008 |              | Da           |                      | —                                                                                            |                           | [ 53 ]        |
| City of Ember                                  | 2008 |              | Da           |                      | —                                                                                            |                           | [ 54 ]        |
| The Great Buck Howard                          | 2009 | Da           | Da           |                      | Mr. Gable                                                                                    | ediție limitată           | [ 55 ]        |
| My Life in Ruins                               | 2009 |              | Da           |                      | —                                                                                            |                           | [ 56 ]        |
| Angels & Demons                                | 2009 | Da           |              |                      | Professor Robert Langdon                                                                     |                           | [ 57 ]        |
| Where the Wild Things Are                      | 2009 |              | Da           |                      | —                                                                                            |                           | [ 58 ]        |
| Beyond All Boundaries                          | 2009 |              | Da           | narator              | —                                                                                            | scurt metraj              | [ 59 ]        |
| Toy Story 3                                    | 2010 | Da           |              |                      | Sheriff Woody                                                                                | doar voce                 | [ 60 ]        |
| Hawaiian Vacation                              | 2011 | Da           |              |                      | Sheriff Woody                                                                                | scurt metraj doar voce    | [ 61 ]        |
| Larry Crowne                                   | 2011 | Da           | Da           | regizor și scenarist | Larry Crowne                                                                                 |                           | [ 62 ]        |
| Small Fry                                      | 2011 | Da           |              |                      | Sheriff Woody                                                                                | scurt metraj doar voce    | [ 63 ]        |
| Extremely Loud and Incredibly Close            | 2011 | Da           |              |                      | Thomas Schell Jr.                                                                            |                           | [ 64 ]        |
| Cloud Atlas                                    | 2012 | Da           |              |                      | Dr. Henry Goose/Hotel Manager/Isaac Sachs/ Dermot Hoggins/Cavendish Look-A-Like Actor/Zachry |                           | [ 65 ]        |
| Partysaurus Rex                                | 2012 | Da           |              |                      | Sheriff Woody                                                                                | scurt metraj doar voce    | [ 66 ]        |
| Parkland                                       | 2013 |              | Da           |                      | —                                                                                            |                           | [ 67 ]        |
| Captain Phillips                               | 2013 | Da           |              |                      | Captain Richard Phillips                                                                     |                           | [ 68 ]        |
| Saving Mr. Banks                               | 2013 | Da           |              |                      | Walt Disney                                                                                  |                           | [ 69 ]        |
| Bridge of Spies                                | 2015 | Da           |              |                      | James B. Donovan                                                                             |                           | [ 70 ]        |
| Ithaca                                         | 2015 | Da           | Da           | post producție       | TBA                                                                                          |                           | [ 71 ]        |
| A Hologram for the King                        | 2015 | Da           |              | post producție       | Alan Clay                                                                                    |                           | [ 72 ]        |
| My Big Fat Greek Wedding 2                     | 2016 |              | Da           | post producție       | —                                                                                            |                           | [ 73 ]        |
| Inferno                                        | 2016 | Da           |              | post producție       | Professor Robert Langdon                                                                     |                           | [ 74 ]        |
| Sully                                          | 2016 | Da           |              | filmare              | Chesley "Sully" Sullenberger                                                                 |                           | [ 75 ]        |
| The Circle                                     | TBA  | Da           | Da           |                      | Bailey                                                                                       |                           | [ 76 ]        |

- USS Greyhound: Bătălie în Atlantic (2020)  Commander Ernest Krause, ofițer de comandă al USS Keeling, nume de cod Greyhound

### Televiziune
| Titlu                                  | An         | Menționat ca | Menționat ca | Menționat ca         | Menționat ca                                 | Note | Ref                                   |
| Titlu                                  | An         | Actor        | Producător   | Altele               | Rol                                          | Note | Ref                                   |
| -------------------------------------- | ---------- | ------------ | ------------ | -------------------- | -------------------------------------------- | --- | ------------------------------------- |
| The Love Boat                          | 1980       | Da           |              |                      | Rick Martin                                  | Episod: "Friends and Lovers/Sergeant Bull/Miss Mother"                                                  | [ 77 ]                                |
| Bosom Buddies                          | 1980–82    | Da           |              |                      | Kip/Buffy Wilson                             | | [ 78 ] [ 79 ]                         |
| Labirinturi și monștri                 | 1982       | Da           |              |                      | Robbie Wheeling                              | Film pentru televizor                                                                                   | [ 80 ] [ 81 ]                         |
| Taxi                                   | 1982       | Da           |              |                      | Gordon                                       | Episod: "The Road Not Taken: Part 1"                                                                    | [ 82 ]                                |
| Happy Days                             | 1982       | Da           |              |                      | Dr. Dwayne Twitchell                         | Episod: "A Little Case of Revenge"                                                                      | [ 83 ] [ 84 ]                         |
| Family Ties                            | 1983–84    | Da           |              |                      | Ned Donnelly                                 | Episod: "The Fugitive Part 1" Episod: "The Fugitive Part 2" Episod: "Say Uncle"                         | [ 85 ] [ 86 ] [ 87 ]                  |
| Saturday Night Live                    | 1985– 2015 | Da           |              |                      | Diferite personaje                           | gazdă de 8 ori (1985–2006) invitat de 8 ori (2001–15)                                                   | [ 88 ] [ 89 ] [ 90 ]                  |
| Tales from the Crypt                   | 1992       | Da           |              | regizor              | Baxter                                       | Episod: "None but the Lonely Heart"                                                                     | [ 91 ]                                |
| Fallen Angels                          | 1993       | Da           |              | regizor              | Trouble Boy #1                               | Episod: "I'll Be Waiting"                                                                               | [ 92 ]                                |
| A League of Their Own                  | 1993       |              |              | regizor              | —                                            | Episod: "The Monkey's Curse"                                                                            | [ 93 ] [ 94 ]                         |
| From the Earth to the Moon             | 1998       | Da           | Da           | regizor și scenarist | Jean-Luc Despont                             | Episod: "Le voyage dans la lune" (regizor) Episod: ""Can We Do This?" (regizor) 4 episooade (scenarist) | [ 95 ] [ 96 ] [ 97 ]                  |
| Band of Brothers                       | 2001       | Da           | Da           | regizor și scenarist | Ofițer britanic                              | Episod: "Crossroads" (regizor) Episod: "Currahee" (scenarist) scurtă apariție                           | [ 98 ] [ 99 ] [ 100 ] [ 101 ] [ 102 ] |
| Freedom: A History of US               | 2003       | Da           |              |                      | Abraham Lincoln/Charles E. Wood/Daniel Boone | 7 episoade                                                                                              | [ 103 ]                               |
| Big Love                               | 2006–11    |              | Da           |                      | —                                            | | [ 104 ]                               |
| The Pacific                            | 2010       |              | Da           | narator              | —                                            | 6 episoade                                                                                              | [ 105 ] [ 106 ]                       |
| 30 Rock                                | 2011       | Da           |              |                      | El însuși                                    | scurtă apariție                                                                                         | [ 107 ]                               |
| Killing Lincoln                        | 2013       |              |              | narator              | —                                            | | [ 108 ]                               |
| Toy Story of Terror!                   | 2013       | Da           |              |                      | Șeriful Woody                                | Special de Halloween doar voce                                                                          | [ 109 ]                               |
| The Assassination of President Kennedy | 2013       |              | Da           |                      | —                                            | Documentar                                                                                              | [ 110 ]                               |
| The Sixties                            | 2014       |              | Da           |                      | —                                            | Serie de documentare                                                                                    | [ 111 ]                               |
| Olive Kitteridge                       | 2014       |              | Da           |                      | —                                            | | [ 112 ] [ 113 ]                       |
| Toy Story That Time Forgot             | 2014       | Da           |              |                      | Șeriful Woody                                | Special de Crăciun doar voce                                                                            | [ 114 ]                               |
| The Seventies                          | 2015       |              | Da           |                      | —                                            | Serie de documentare                                                                                    | [ 115 ]                               |

### Videoclipuri
| Titlu             | An   | Artist           | Ref.    |
| ----------------- | ---- | ---------------- | ------- |
| I Really Like You | 2015 | Carly Rae Jepsen | [ 116 ] |
| Girls Night In    | 2015 | Rita Wilson      | [ 117 ] |

### Teatru
| Producție                   | An   | Teatru                        | Rol                  | Note | Ref                     |
| --------------------------- | ---- | ----------------------------- | -------------------- | ---- | ----------------------- |
| Îmblânzirea scorpiei        | 1977 | Lakewood Civic Auditorium     | Grumio               |      | [ 118 ] [ 119 ] [ 120 ] |
| Hamlet                      | 1977 | Lakewood Civic Auditorium     | Soldat, Reynaldo     |      | [ 118 ] [ 121 ]         |
| Polly                       | 1978 | Lakewood Civic Auditorium     | Hacker               |      | [ 118 ] [ 121 ]         |
| The Two Gentlemen of Verona | 1978 | Lakewood Civic Auditorium     | Proteus              |      | [ 118 ] [ 122 ]         |
| The Wild Oats               | 1978 | Lakewood Civic Auditorium     | Muz                  |      | [ 118 ] [ 121 ]         |
| King John                   | 1978 | Lakewood Civic Auditorium     | Robert Faulconbridge |      | [ 118 ] [ 121 ]         |
| Twelfth Night               | 1979 | Lakewood Civic Auditorium     | Fabian               |      | [ 118 ] [ 121 ]         |
| Juno and the Paycock        | 1979 | Lakewood Civic Auditorium     | Jerry Devine         |      | [ 118 ] [ 121 ]         |
| Do Me a Favorite            | 1979 | Lakewood Civic Auditorium     | Harold               |      | [ 118 ] [ 121 ]         |
| Mătrăguna                   | 1979 | Riverside Shakespeare Theater | Callimaco            |      | [ 123 ]                 |
| Lucky Guy                   | 2013 | Broadhurst Theatre            | Mike McAlary         |      | [ 124 ]                 |